# Jesús Isijara
Jesús Antonio Isijara Rodríguez (Valencia, Carabobo, Venezuela; 26 de septiembre de 1989) es un futbolista venezolano. Juega como mediocampista ofensivo

## Trayectoria

### Inicios
Se formó en las fuerzas básicas del Club Necaxa, se unió en el 2007, jugando en los equipos de Segunda División y Tercera División profesional jugando en su filial el Necaxa Rayos, incluso integró el primer equipo de los rayos en el Clausura 2009 pero no logró debutar en Primera División.

### Orizaba
Debutó como profesional con el Albinegros de Orizaba el 15 de agosto de 2009 en la Liga de Ascenso, en el encuentro frente a La Piedad que terminó con empate a unos, jugó 69 minutos ingresando de cambio por Víctor Hernández. 
Poco a poco se fue asentando en once titular , con buenas actuaciones le valieron llegar al máximo circuito.

### San Luis
Tras su buena actuación con los albinegros el San Luis lo trae como refuerzo para el Apertura 2010 pero no juega hasta el Clausura 2011 donde logra hacer su debut en la Liga MX el 2 de febrero de 2011 en la derrota de 3-0 frente al Club América, ingresa al campo al minuto 74 sustituyendo a Juan Carlos Medina, con el club solo disputó 4 partidos de liga aunque también jugó la Copa Libertadores en donde actuó en dos encuentros.

### Necaxa
Temporada 2011/12
Tras un año con los potosinos, para el Apertura 2011 regresa al conjunto hidrocálido club donde se formó en las fuerzas básicas.
En un principio no formaba parte del cuadro titular, apenas apareció en 14 partidos en su primer año con el club y sumó una anotación.
Temporada 2012/13
Fue hasta el Apertura 2012 donde se fue haciendo de un puesto en equipo, conforme pasaron los entrenadores en turno fue pieza clave para que los rayos fueran candidatos al título y pelear el ascenso a primera división.
Temporada 2013/14
Participó en las finales perdidas por los rayos en el 2013 frente Neza y frente a los Leones Negros.
Temporada 2014/15
Su buen desempeño fue clave para que el club siempre aspirará al ascenso, además de ser un gran referente de la división de plata, tras varias finales jugadas logra ganar su primer título como profesional y tercero para los rayos el Apertura 2014 , al derrotar a las Coras de Tepic en la serie de penales, que le daba medio boleto para ascender, sin embargo perdieron la serie por el ascenso frente a Dorados de Sinaloa.
Temporada 2015/16 Ascenso a Primera.
Se tuvo un mal comienzo en el Apertura 2015 ya qué los rayos no accedieron a la liguilla por primera vez desde que juega la liga de ascenso el club, a la postre Miguel de Jesús Fuentes sería destituido.
Con la llegada de Alfonso Sosa a la institución, Jesús se mantenía como pieza inamovible en el sistema, logra dar un buen papel que coincide con el gran paso del equipo en el Clausura 2016 fue determinante el club accedió a la fiesta grande como tercero general, en la liguilla dejaron en el camino a clubes como Correcaminos y a su gran rival el Atlante.
Además logró una gran labor en la Copa MX, donde sorprendieron en los cuartos de final venciendo en penales al Club Tijuana y en semifinales derrotaron al Cruz Azul, ya en la final enfrentaron al Veracruz, pero fueron derrotados por 4-1.
ya en la final con gol suyo en la ida vencieron en la ida de visitante al Mineros de Zacatecas por dos a cero, en la vuelta fue un apretado empate a ceros qué le daría el campeonato a los rayos y pelearon el ascenso frente al campeón del torneo anterior el FC Juárez.
Finalmente logró el anhelado ascenso con marcador global de 3-0 que le daría su regreso a la liga mx desde el Clausura 2011.
Temporada 2016/17 Primera División
Luego de conseguir el ascenso fue tomado en cuenta por Alfonso Sosa para conformar el plantel que disputaría la Liga MX, teniendo buenas actuaciones haciendo que el Necaxa fuera la revelación del campeonato al clasificar a fiesta grande eliminando al CF Pachuca, pero fueron eliminados en semifinales por el América.

## Estadísticas

### Clubes
| Club                           | Div        | Temporada | Liga  | Liga  | Copas nacionales(1) | Copas nacionales(1) | Torneos internacionales(2) | Torneos internacionales(2) | Total | Total |
| Club                           | Div        | Temporada | Part. | Goles | Part.               | Goles               | Part.                      | Goles                      | Part. | Goles |
| ------------------------------ | ---------- | --------- | ----- | ----- | ------------------- | ------------------- | -------------------------- | -------------------------- | ----- | ----- |
| Albinegros de Orizaba · México |            |           |       |       |                     |                     |                            |                            |       |       |
| 2.ª                            | 2009-10    | 28        | 4     | -     | -                   | -                   | -                          | 28                         | 4     |       |
| Total club                     | Total club | 28        | 4     | -     | -                   | -                   | -                          | 28                         | 4     |       |
| San Luis F.C. · México         |            |           |       |       |                     |                     |                            |                            |       |       |
| 1.ª                            | 2010-11    | 4         | 0     | -     | -                   | 2                   | 0                          | 6                          | 0     |       |
| Total club                     | Total club | 4         | 0     | -     | -                   | 2                   | 0                          | 6                          | 0     |       |
| Santos Laguna · México         |            |           |       |       |                     |                     |                            |                            |       |       |
| 1.ª                            | 2017-18    | 20        | 2     | -     | -                   | -                   | -                          | 20                         | 2     |       |
| 1.ª                            | 2018-19    | 11        | 0     | 4     | 0                   | -                   | -                          | 15                         | 0     |       |
| Total club                     | Total club | 31        | 2     | 4     | 0                   | -                   | -                          | 35                         | 2     |       |
| Atlas F.C. · México            |            |           |       |       |                     |                     |                            |                            |       |       |
| 1.ª                            | 2018-19    | 16        | 4     | 4     | 0                   | -                   | -                          | 20                         | 4     |       |
| 1.ª                            | 2019-20    | 24        | 3     | 3     | 0                   | -                   | -                          | 27                         | 3     |       |
| 1.ª                            | 2020-21    | 16        | 0     | -     | -                   | -                   | -                          | 16                         | 0     |       |
| Total club                     | Total club | 56        | 7     | 7     | 0                   | -                   | -                          | 63                         | 7     |       |
| Santos Laguna · México         |            |           |       |       |                     |                     |                            |                            |       |       |
| 1.ª                            | 2020-21    | 15        | 0     | -     | -                   | -                   | -                          | 15                         | 0     |       |
| 1.ª                            | 2021-22    | 7         | 0     | -     | -                   | 8                   | 0                          | 15                         | 0     |       |
| Total club                     | Total club | 22        | 0     | -     | -                   | 8                   | 0                          | 30                         | 0     |       |
| C.S.D. Municipal · Guatemala   |            |           |       |       |                     |                     |                            |                            |       |       |
| 1.ª                            | 2022       | 20        | 1     | -     | -                   | -                   | -                          | 20                         | 1     |       |
| Total club                     | Total club | 20        | 1     | -     | -                   | -                   | -                          | 20                         | 1     |       |

## Selección nacional
Su primera convocatoria a la selección llegaría con el entrenador Juan Carlos Osorio que lo incluyó en la prelista de 36 jugadores que disputarían la Copa Oro siendo cortado en la lista final.

## Palmarés

### Campeonatos nacionales
| Título                     | Club               | País   | Año    |
| -------------------------- | ------------------ | ------ | ------ |
| Liga de Ascenso            | Club Necaxa        | México | 2014   |
| Liga de Ascenso            | Club Necaxa        | México | 2016   |
| Campeón de Ascenso         | Club Necaxa        | México | 2016   |
| Primera División de México | Club Santos Laguna | México | C-2018 |

Otros logros
- Subcampeón del Torneo Clausura 2013 Liga de Ascenso con el Necaxa.
- Subcampeón del Torneo Apertura 2013 Liga de Ascenso con el Necaxa
- Subcampeón de la Copa México Clausura 2016 con el Necaxa.